# Liste griechischer Phrasen/Ypsilon

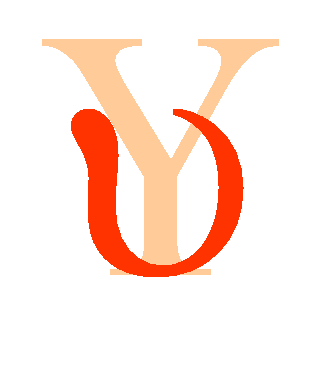
Ypsilon

## Ὕβριν χρὴ σβεννύναι μᾶλλον ἢ πυρκαϊήν.

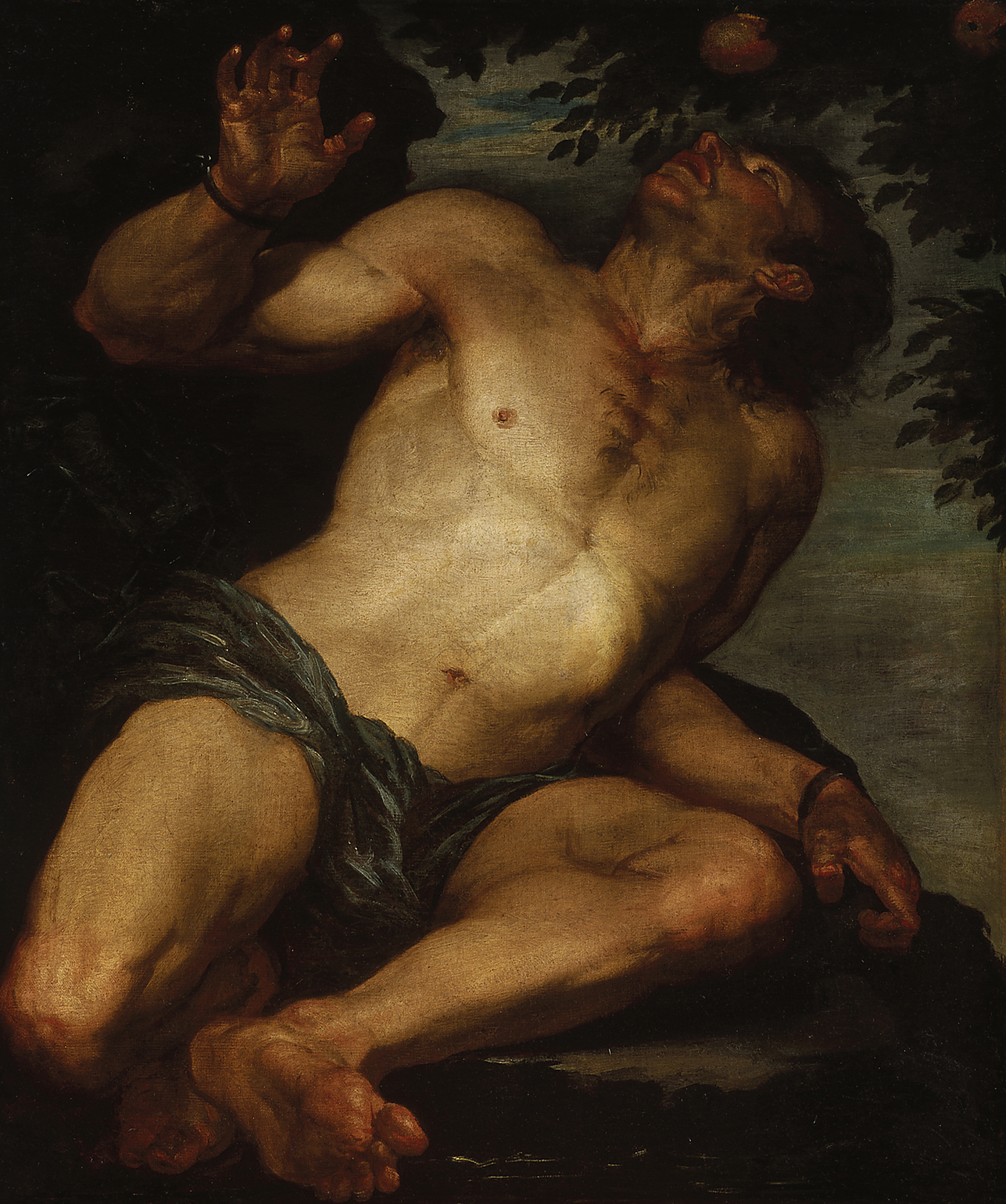
Gioacchino Assereto, Tantalus, 1630/1640
(Alte Galerie Graz)

Ὕβριν χρὴ σβεννύναι μᾶλλον ἢ πυρκαϊήν.
Hybrin chrē sbennynai māllon ē pyrkaiēn.
„Den Übermut muss man mehr auslöschen als die Feuersbrunst.“
Gegen die Hybris gewandte Aussage des Philosophen Heraklit, wie sie der spätantike Philosophiehistoriker Diogenes Laertios überliefert hat. Die Hybris ist eine Selbstüberhebung, die von einem gerechten göttlichen Zorn, der Nemesis, gerächt wird. Sie ist der Auslöser des Falls vieler Hauptfiguren in griechischen Tragödien. Die Hauptfigur ignoriert die Götter, was zu ihrem Fall führt.
Ein bekanntes Beispiel ist Tantalos, der bei einem Gastmahl die Allwissenheit der Götter auf die Probe stellen wollte, indem er seinen jüngsten Sohn Pelops tötete und den Göttern als Mahl zurichten ließ.
Der US-amerikanische Autor Roger van Oech schreibt in seinem Buch Was würde Heraklit tun? zu diesem altgriechischen Ausdruck für Arroganz:

„Hybris wurde in der Antike stets als Vorbote des Untergangs betrachtet. Jeden, der den Stolz zeigt, die Götter herauszufordern, werden die Götter verbrennen. Vernichtung folgt auf Arroganz, wie die Nacht auf den Tag folgt.“

Nach Auffassung von Walter Arnold Kaufmann ist Hybris nicht als Stolz auf eigene Leistung oder eigenen Wert, nicht einmal Herausstreichen des eigenen Verdiensts zu verstehen. Hybris ist mit einer Handlung verquickt. Das Verb hybrizein bedeutet bei Homer „zügellos werden“ oder „sich austoben“ und wird auch auf Flüsse, wuchernde Pflanzen und überfütterte Esel angewandt. Hybris bedeutet demnach Frechheit (etwa in der Odyssee gebraucht für Penelopes Freier). Es bedeutet auch Gier. Hybrisma fasst alles zusammen, was an schwerem Unrecht einer Person zugefügt wird.

## Ὑγρὸν Πῦρ
Ὑγρὸν Πῦρ
Igron Pir (mittelgriechisch)
„flüssiges Feuer“

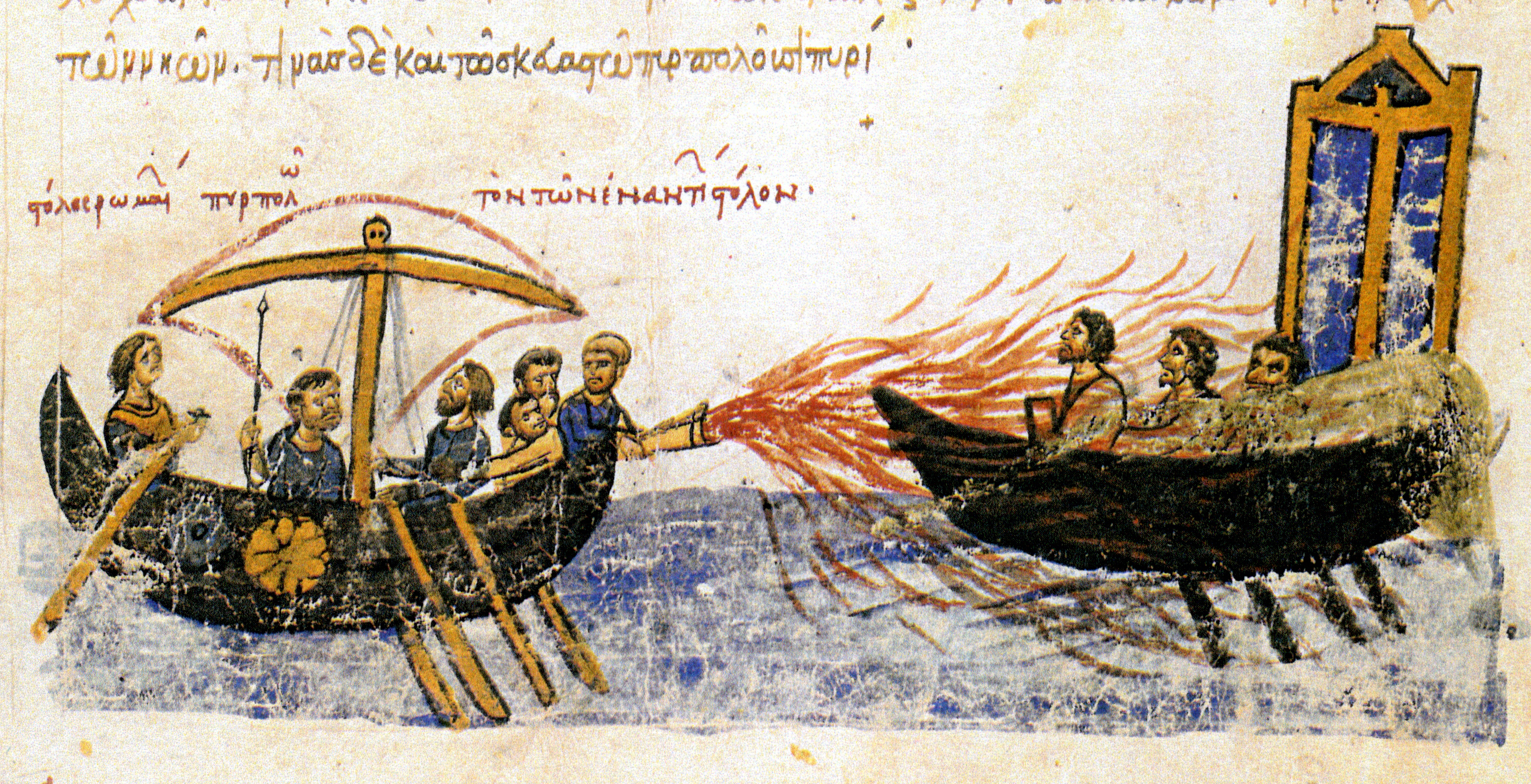
Griechisches Feuer in einer zeitgenössischen Darstellung aus dem 12. Jahrhundert

Das Griechische Feuer war eine im byzantinischen Reich verwendete militärische Brandwaffe. Mit einer Spritze wurde eine brennende Flüssigkeit auf Erdölbasis gegen das Ziel gespritzt, die mit Wasser kaum zu löschen war.
Die Details waren geheim. Dies erklärt auch, warum die Informationen meist aus nicht-byzantinischen Quellen stammen. Dennoch gelang es – trotz erbeuteter Waffensysteme – weder den Arabern noch den Bulgaren, selbst Griechisches Feuer zum Einsatz zu bringen. Die an der Herstellung Beteiligten besaßen nur das für ihre Teilaufgabe erforderliche Wissen. Nach der osmanischen Eroberung von Konstantinopel 1453 ging das Wissen jedoch verloren.

## Ὕες βορβόρῳ ἥδονται μᾶλλον ἢ καθαρῷ ὕδατι.
Ὕες βορβόρῳ ἥδονται μᾶλλον ἢ καθαρῷ ὕδατι.
Hyes borborō hēdontai mallon ē katharō hydati.
„Schweine genießen Schlamm mehr als reines Wasser.“
Feststellung des frühchristlichen Theologen Clemens von Alexandria, der Schweine ablehnte und auch Nichtgläubige mit Schweinen verglich:

„Wenn aber die Erkenntnis nicht aller Sache ist, so sind die Schriften für die Masse das gleiche wie für einen Esel die Laute, um mit dem Sprichwort zu reden. Die Schweine freuen sich ja mehr am Schlamm als an reinem Wasser.“

Clemens verunglimpft die „gottlosen Heiligtümer“ und die „wertlosen Orakelstätten“. Als Nahrungsmittel bevorzugte Clemens solche, die ohne Feuer unmittelbar genossen werden können. In diesem Zusammenhang erwähnt Clemens, dass die Apostel Matthäus und Johannes als Vegetarier gelebt hätten, und gibt seine Meinung kund, dass die blutigen Opfer nur erfunden wurden, damit die Menschen einen Vorwand hatten, um Fleisch zu essen.
Clemens hat sich vermutlich auf den Philosophen Heraklit bezogen, denn dieser äußerte sich zum gleichen Thema folgendermaßen:

«ὕες βορβόρῳ ἥδονται.»

„Schweine erfreuen sich am Schlamm.“

Und in einem anderen – bei Columella nur lateinisch überlieferten – Fragment meinte er:

“Sues caeno, cohortales aves pulvere vel cinere lavari.”

„Säue baden sich in Kot, Geflügel in Staub oder Asche.“

## υἱὸς μονογενής
υἱὸς μονογενής
hyios monogenes
„einziggeborener Sohn“
Eingeborener Sohn ist eine veraltete Übersetzung des griechischen Ausdrucks (lateinisch Unigenitus) durch Martin Luther. Die genaue Übersetzung lautet „einziggeborener Sohn“. Seine Bedeutung hängt von der Beantwortung der Frage ab, worauf sich „einzig“ bezieht. Bezieht man ihn auf Gott, so ist gesagt, dass der Sohn allein von Gott als dem Vater her stammt. Bezieht man ihn auf den Sohn, so wäre gesagt, dass der Sohn der einzige Sohn ist. Ein Verständnis im Sinne von „hineingeboren“ ist jedenfalls unzutreffend.
Die Formulierung Einziggeborener Sohn wurde auch in die wichtigsten Glaubensbekenntnisse der christlichen Kirchen aufgenommen, das Bekenntnis von Nicäa und das nicäno-konstantinopolitanische Glaubensbekenntnis:

„Wir glauben an einen Gott, den allmächtigen Vater, der alles geschaffen hat, Himmel und Erde, den Schöpfer alles Sichtbaren und Unsichtbaren. Und an den einen Herrn Jesus Christus, den Sohn Gottes, der als Einziggeborener aus dem Vater gezeugt ist vor aller Zeit, Licht vom Licht, wahrer Gott vom wahren Gott, gezeugt, nicht geschaffen, eines Wesens mit dem Vater;“

Das lateinische Apostolische Glaubensbekenntnis hat einen anderen Wortlaut: „filium eius unicum“ („dessen einzigen Sohn“).

## υἱὸς τοῦ ἀνθρώπου
υἱὸς τοῦ ἀνθρώπου
hyios tou anthrōpou
„Sohn des Menschen“
Der aus der Bibel stammende Begriff Menschensohn wird im Neuen Testament von Jesus so verwendet, dass er mit ihm eins erscheint.
Das alttestamentliche Buch Daniel beschreibt den, „der aussah wie der Sohn eines Menschen“, als zukünftigen Vertreter der Menschheit, dem JHWH nach dessen Endgericht seine Herrschaft über das Reich Gottes, übertragen werde:

„13 Immer noch hatte ich die nächtlichen Visionen: Da kam mit den Wolken des Himmels einer [, der aussah] wie ein Menschensohn. Er gelangte bis zu dem Hochbetagten und wurde vor ihn geführt. 14 Ihm wurden Herrschaft, Würde und Königtum gegeben. Alle Völker, Nationen und Sprachen dienten ihm. Seine Herrschaft ist eine ewige, unvergängliche Herrschaft. Sein Reich geht niemals unter.“

Im Neuen Testament erscheint er immer als Eigenaussage Jesu in der dritten Person, nie als Aussage über ihn oder andere, beispielsweise im Evangelium nach Markus:

«ἵνα δὲ εἰδῆτε ὅτι ἐξουσίαν ἔχει ὁ υἱὸς τοῦ ἀνθρώπου ἀφιέναι ἁμαρτίας ἐπὶ τῆς γῆς […]»

„Damit ihr aber erkennt, dass der Menschensohn die Vollmacht hat, auf der Erde Sünden zu vergeben […]“

Menschensohn ist ein Titel, den Jesus ausschließlich auf sich selber anwendet und vermutlich auf die Verwendung im Buch Daniel zurückgeht. Dort wird der himmlische Menschensohn beschrieben. der als König und Weltenrichter herrscht. Über die genaue Bedeutung dieses Titels gehen die Meinungen weit auseinander. Die meisten Ausleger sind sich jedoch einig, dass dieser Titel messianisch zu verstehen ist.

## υἱὸς τοῦ Θεοῦ
υἱὸς τοῦ Θεοῦ
hyios tou Theou
„Sohn Gottes“
Im Judentum kann der Sohn Gottes einerseits jeden frommen Gerechten, andererseits das ganze erwählte Volk Israel bezeichnen. Im Christentum wird unter dem Sohn Gottes die Person Jesus von Nazaret verstanden, den Gott bei der Taufe wie sein Volk Israel erwählt. Von den Aposteln Paulus und Johannes wurde Jesus Christus bereits als Gott bezeichnet.
Nach einer Faustregel stellen die Evangelisten Jesus dar als:
1. als Gottesknecht (Evangelium nach Markus)
2. als König (Evangelium nach Matthäus)
3. als Mensch (Evangelium nach Lukas)
4. als Sohn Gottes (Evangelium nach Johannes)

## Ὑμεῖς ἐστε τὸ ἅλας τῆς γῆς·

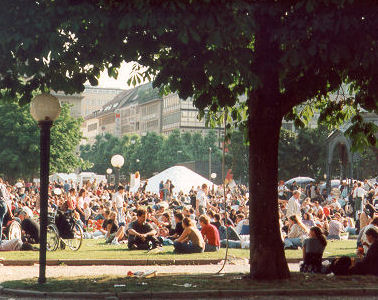
„Ihr seid das Salz der Erde“ war das Motto des Evangelischen Kirchentags 1999 in Stuttgart und wurde symbolisiert durch einen Salzberg auf dem Schlossplatz.

Ὑμεῖς ἐστε τὸ ἅλας τῆς γῆς·
Hymeis este to halas tēs gēs.
„Ihr seid das Salz der Erde“.
Zitat aus der Bergpredigt. Der ganze Satz lautet:

«Ὑμεῖς ἐστε τὸ ἅλας τῆς γῆς· ἐὰν δὲ τὸ ἅλας μωρανθῇ, ἐν τίνι ἁλισθήσεται; εἰς οὐδὲν ἰσχύει ἔτι εἰ μὴ βληθὲν ἔξω καταπατεῖσθαι ὑπὸ τῶν ἀνθρώπων.»

„Ihr seid das Salz der Erde. Wenn das Salz seinen Geschmack verliert, womit kann man es wieder salzig machen? Es taugt zu nichts mehr, außer weggeworfen und von den Leuten zertreten zu werden.“

Damit wollte Jesus die Bedeutung seiner Jünger für die Missionierung hervorheben. So wie Menschen ohne Salz nicht leben können, spielen seine Nachfolger eine wesentliche Rolle bei der Vermittlung des Glaubens. Salz dient als einziges Konservierungsmittel und für die Rabbiner bezeichnete es Weisheit. Salz war kostbar.
In der Bergpredigt folgt direkt anschließend der Satz „Ihr seid das Licht der Welt.“

## Ὑμεῖς ἐστε τὸ φῶς τοῦ κόσμου.

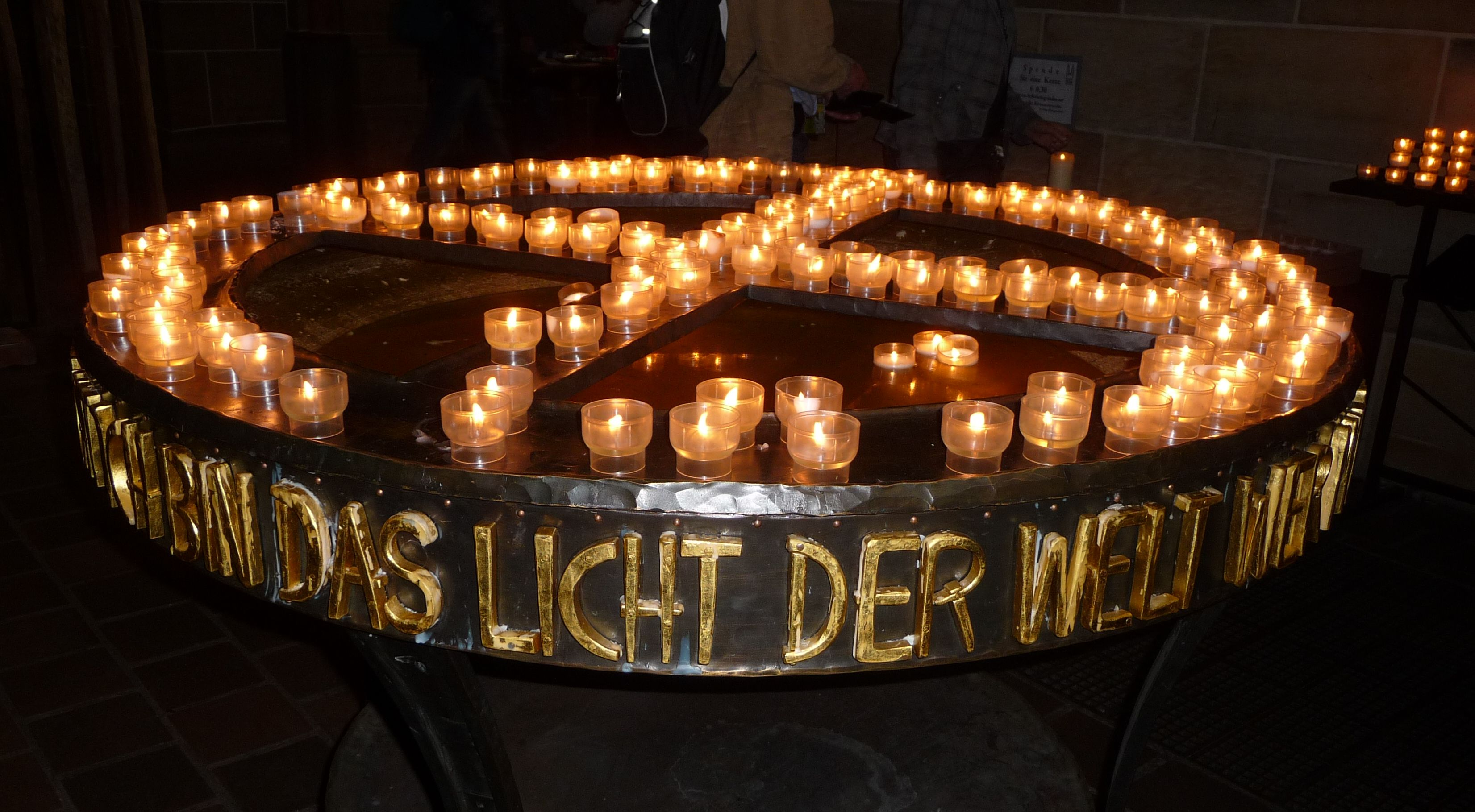
Licht der Welt im Bremer Dom

Ὑμεῖς ἐστε τὸ φῶς τοῦ κόσμου.
Hymeis este to phōs tou kosmou
„Ihr seid das Licht der Welt.“
Dieser Satz stammt ebenfalls aus dem Evangelium nach Matthäus und schließt direkt an den Satz „Ihr seid das Salz der Erde“ an:

«Ὑμεῖς ἐστε τὸ φῶς τοῦ κόσμου. οὐ δύναται πόλις κρυβῆναι ἐπάνω ὄρους κειμένη·»

„Ihr seid das Licht der Welt. Eine Stadt, die auf einem Berg liegt, kann nicht verborgen bleiben.“

Das Licht der Welt war den Rabbinern zufolge Gott, Adam, Israel, die Thora, der Tempel oder Jerusalem. Sowohl die Juden als auch die Christen werden von Paulus als „Licht der Welt“ angesprochen, doch ist im Neuen Testament vor allem Jesus das Licht der Welt.

## Ὕπαγε εἰς εἰρήνην.
Ὕπαγε εἰς εἰρήνην.
Hypage eis eirēnen.
„Geh hin in Frieden.“
Formel aus dem Neuen Testament, vor allem im Zusammenhang mit Heilungen.
Jesus sagte dies beispielsweise in einer in mehreren Evangelien zu findenden Geschichte (bekannt als Heilung der blutflüssigen Frau) zu einer ängstlichen Frau, die geheilt war (eventuell von einem offenen Bein oder einer anderen chronischen Wunde), nachdem sie in einer Menschenmenge lediglich Jesu Kleider berührt hatte. Jesus merkte dies aber und sprach sie an:

«θυγάτηρ, ἡ πίστις σου σέσωκέν σε· ὕπαγε εἰς εἰρήνην καὶ ἴσθι ὑγιὴς ἀπὸ τῆς μάστιγός σου.»

„Meine Tochter, dein Glaube hat dich gerettet. Geh in Frieden! Du sollst von deinem Leiden geheilt sein.“

Im Lukasevangelium steht an dieser Stelle der Geschichte im Griechischen eine etwas andere Version der Formel:

«πορεύου εἰς εἰρήνην.»

„poreuou eis eirēnen.“

Die lateinische Formel „Ite missa est.“ („Geht hin! Ihr seid gesendet!“) wurde zur Entlass-Formel des Priesters am Ende des danach dann „Messe“ genannten Gottesdienstes.

## Ὕπαγε, σατανᾶ.
Ὕπαγε, σατανᾶ.
Hypage, satanā.
„Weiche, Satan!“

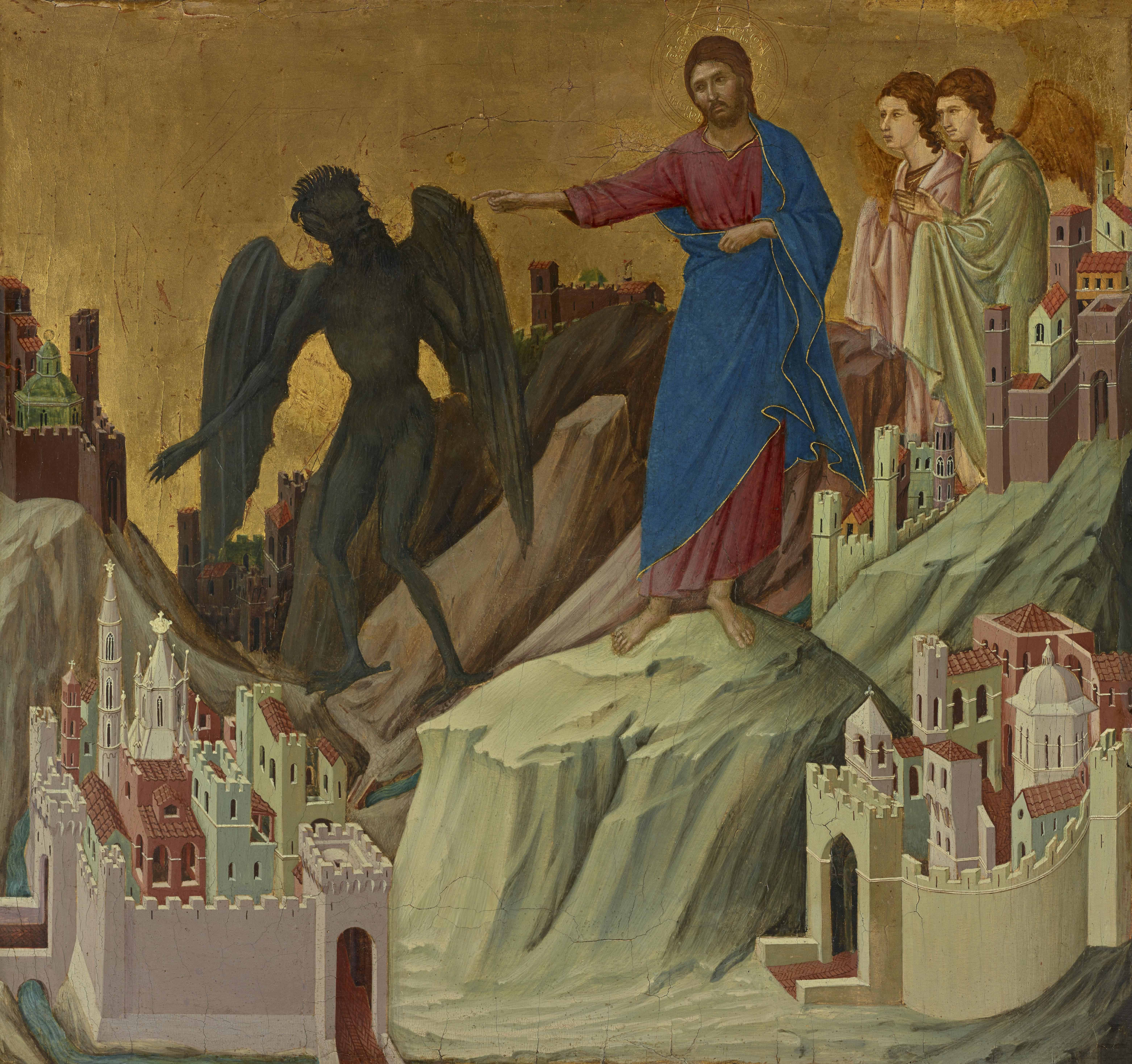
Duccio: Versuchung Jesu

Worte, die Jesus laut dem Evangelium nach Matthäus an den Teufel richtete, der ihn in der Wüste versuchen wollte (siehe Versuchung Jesu):

„8 Wieder nahm ihn der Teufel mit sich und führte ihn auf einen sehr hohen Berg; er zeigte ihm alle Reiche der Welt mit ihrer Pracht 9 und sagte zu ihm: Das alles will ich dir geben, wenn du dich vor mir niederwirfst und mich anbetest. 10 Da sagte Jesus zu ihm: Weg mit dir, Satan! Denn in der Schrift steht: Den Herrn, deinen Gott, sollst du anbeten und ihm allein dienen.“

Im Altgriechischen war Ὕπαγε Hypage ein ärgerlicher Ausruf: „Fort mit Dir!“ oder als Phrase „Ἄπαγε ἐς μακαρίαν ἐκποδών“ – „Scher Dich zum Teufel!“.
Im Mittelalter wurde die lateinische Form als „Apage Satanas“ eine feststehende Formel zur Bannung einer teuflischen Erscheinung, die in der katholischen Teufelsaustreibung noch heute vorkommt.

## ὑπὲρ ὑμᾶς – πρὸς ὑμᾶς
ὑπὲρ ὑμᾶς – πρὸς ὑμᾶς
hyper hymas – pros hymas
„über euch – euch angehend“
Die Gegenüberstellung der Naturwissenschaft als „über uns hinausgehend“ (lateinisch: supra nos) und der Ethik als „uns angehend“ (lateinisch: ad nos) geht auf Ariston von Chios, einen Schüler des Zenon von Kition, zurück.
Die lateinische Formel „Quod supra nos, nihil ad nos“ („Was über uns hinausgeht, bedeutet nichts für uns.“) soll bedeuten, dass, was über unser menschliches Erkenntnisvermögen hinausgeht, keine Bedeutung für unsere Lebensführung hat, und gilt als Maxime des Philosophen Sokrates.
Der Humanist Erasmus von Rotterdam schreibt in seiner Sprichwörtersammlung Adagia:

„Was über uns ist, geht uns nichts an: Ein Sokratisches Wort, das vor neugierigen Spekulationen über den Kosmos und die Geheimnisse der Natur warnt […] Man kann es aber auch umdrehen: Was unter uns ist, ist nichts für uns, womit wir zum Ausdruck bringen, daß manche Dinge viel zu unbedeutend sind, als daß wir uns damit befassen dürften.“

## Ὕπνε ἄναξ
Ὕπνε ἄναξ
Hypne anax
„Mächtiger Schlaf“
Beginn eines Verses der Ilias:

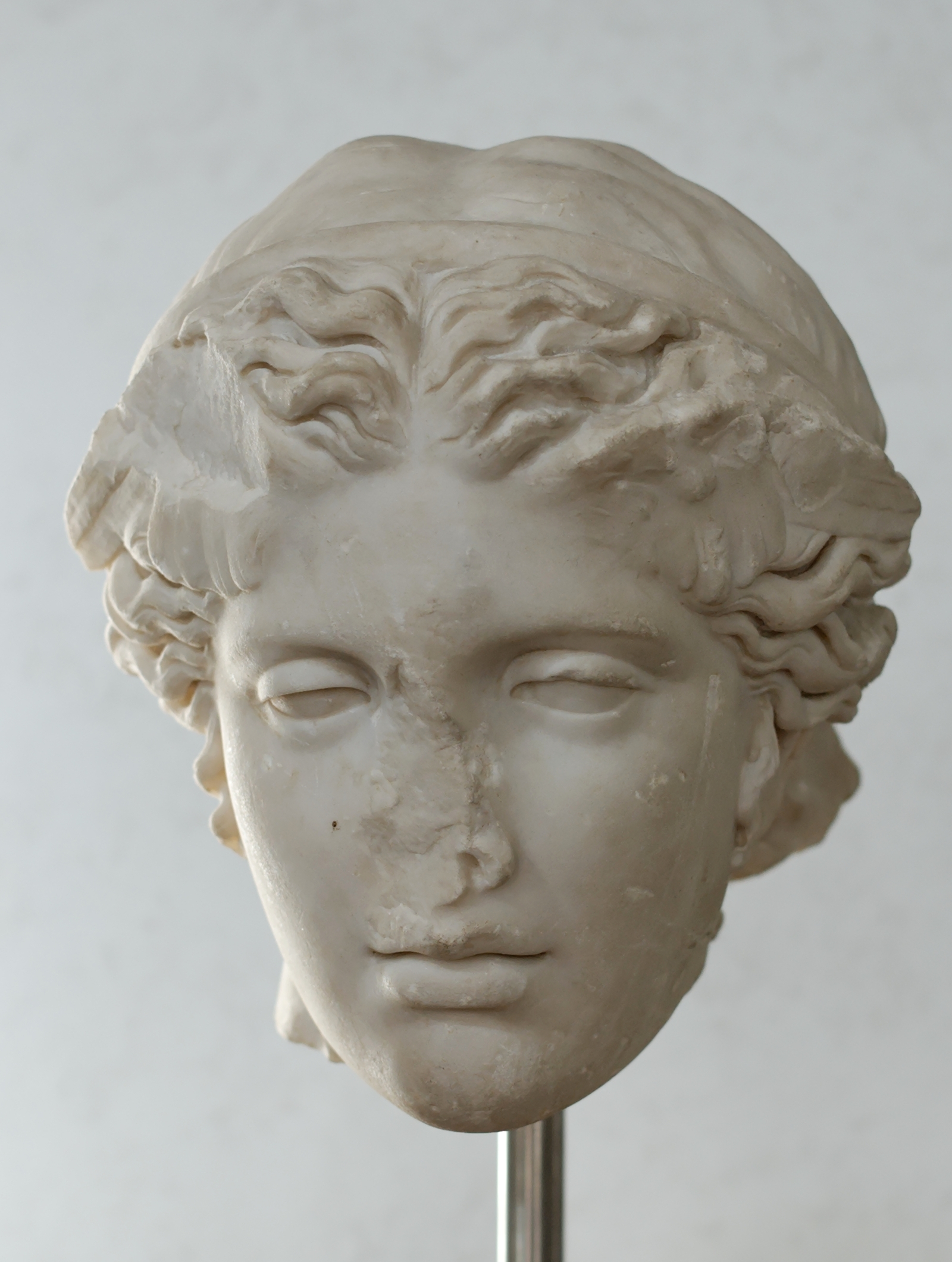
Hypnos, der Gott des Schlafes

«Ὕπνε, ἄναξ πάντων τε θεῶν πάντων τ’ ἀνθρώπων»

„Schlaf, Herrscher über alle Götter und alle Menschen“

Zugleich Anfang des Orphischen Hymnus An den Schlaf:

«Ὕπνε, ἄναξ μακάρων πάντων, θνητῶν τ’ ἀνθρώπων / καὶ πάντων ζώων»

„Schlaf, Herr aller Seligen, und auch der sterblichen Menschen / und aller Lebewesen“

Der vollständige Hymnus in deutscher Übersetzung:
Heiliger Schlaf, du König der seligen Götter und Menschen,

Alles Lebendigen Herr, was die weite Erde bevölkert!

Du allein begegnest uns allen, du thronst über allen,

Du umwindest die Leiber mit sanft bestrickenden Banden.

Löser der Sorgen, du bringst uns Erquickung von lastender Arbeit,

Spendest lindernd heiligen Trost in jeglicher Trauer,

Rettest das Leben, indem du das Werk des Todes verrichtest.

Tod und Vergessen sind deine Geschwister.

Aber anbetend Flehe ich dich, o Seliger, wollest dich freundlich mir nahen.

Neige dich mir und erhalte beim göttlichen Wort die Geweihten!
Hypnos ist der Gott des Schlafes, der Bruder des Thanatos, des personifizierten Todes. Seine Kinder sind Gottheiten des Traumes: Morpheus, Phobetor und Phantasos. Anax (ἄναξ, ursprünglich ϝάναξ wánax) war die Bezeichnung für den König im archaischen Griechenland.
In der zweiten, 1799 veröffentlichten, Hymne an die Nacht greift der Dichter Novalis das oben genannte Motiv wieder auf:
Heiliger Schlaf!

Beglücke zu selten nicht

Der Nacht Geweihte –

In diesem irdischen Tagwerk.

Nur die Toren verkennen dich

Und wissen von keinem Schlafe

Als dem Schatten,

Den du mitleidig auf uns wirfst

In jener Dämmerung

Der wahrhaften Nacht.

## Ὑπὸ σκιῇ.
Ὑπὸ σκιῇ.
Ηypó skié
„Im Schatten.“
Gemeint ist: „Wir werden im Schatten kämpfen.“
Antwort des Spartaners Dienekes vor der Schlacht an den Thermopylen, wie sie der Geschichtsschreiber Herodot in seinen Historien erzählt:

„Von den Lakedaimoniern und Thespiern, die sich so tapfer erwiesen, soll der heldenmütigste der Spartiate Dienekes gewesen sein. Man erzählt, er habe von einem der Leute aus Trachis gehört, wenn die Barbaren ihre Bogen abschießen, würden sie mit der Menge ihrer Pfeile - so groß sei diese - die Sonne verfinstern. Da habe er noch vor dem Kampf mit den Medern, ohne sich dadurch erschrecken zu lassen und ohne auf die Übermacht der Meder zu achten, ausgerufen, das sei ja alles ganz gut, was der Freund aus Trachis verkünde. Wenn die Meder die Sonne verdunkeln, dann würden sie im Schatten kämpfen und nicht in der Sonne.“

Diese lakonischen Worte sind heute das Motto der XX. Panzerdivision der Griechischen Streitkräfte.
Siehe auch: Μολὼν λαβέ. („Komm und hol sie dir doch!“)

## Ὗς τὴν Ἀθηνᾶν
Ὗς τὴν Ἀθηνᾶν
Hys tēn Athēnan
„Ein Schwein [belehrt] Athene.“
Zitat aus der Sprichwörtersammlung Adagia des Erasmus von Rotterdam. Die Redewendung geht auf die Moralia des Plutarch zurück. Verwendet wurde diese Wendung, wenn ein Einfältiger einen Klügeren belehren wollte. Sie steht für die Anmaßung eines Dummkopfes wie das Schwein, das mit der Göttin Athene Streit anfängt und sie belehren will.
Deutsch: „Das Ei will klüger sein als die Henne.“ Auch im Lateinischen war dieses Sprichwort geläufig: Sus Minervam (docet) schrieb z. B. Cicero.

## Ὕστερον πρότερον
Ὕστερον πρότερον
Hysteron proteron
„Das Spätere zuerst“
Hysteron proteron ist eine rhetorische Figur, bei der es zur Umkehrung der zeitlichen oder logischen Reihenfolge einer Aussage kommt.
Das bekannteste Beispiel stammt von Vergil:

“Moriamur et in media arma ruamus.”

„Lasst uns sterben und uns in die Feinde stürzen!“

Ein weiteres bekanntes Beispiel findet sich in Goethes Faust I:

„Ihr Mann ist tot und läßt Sie grüßen.“

In dem Buch Der Coup, die Kuh, das Q (Untertitel: Das erstaunlichste Deutsch-Buch aller Zeiten) wird dieser Begriff – neben katexochen (κατ’ ἐξοχήν) – zu den zehn hässlichsten Begriffen der deutschen Sprache gezählt.